# 1番だけが知っている
『1番だけが知っている』（1ばんだけがしっている）は、TBSテレビで2018年10月15日から2020年3月9日まで、毎週月曜22時（JST）から放送されていたバラエティ番組である。全43回。
なお、レギュラー開始当初は23時7分までの放送であったが、2019年5月改編で『NEWS23』（月 - 木曜日版）の10分前拡大（23時 - 23時56分に変更）により、正時スタートに復すことから、2019年4月29日からの終了時刻は22時57分に繰り上げとなる。

## 概要
世の中のどんな業界にも存在する、“その道のNO.1”。そんな「1番だけが知っている｣という、とっておきの物語、驚愕の人物を紹介する番組。同時間帯において、坂上忍が司会を務めるのは『好きか嫌いか言う時間』（2017年9月4日終了）以来、約1年ぶりとなる。
前番組『ペコジャニ∞!』同様休止が多く、当番組の一週間後に放送を開始した裏番組『新説!所JAPAN』（関西テレビ制作・フジテレビ系列全国ネット）と比べ、放送終了時点で22回少ない放送回数であった（レギュラー放送分）。
2020年3月9日をもって放送終了。同年3月30日より、同時間帯で音楽番組『CDTVライブ!ライブ!』が放送開始された。
2020年10月4日・2021年4月4日に本番組後期に放送された企画をベースにした特番『本当のとこ教えてランキング』が生放送された。本番組に続き坂上が司会を務め、レギュラーパネラーだった吉村崇、準レギュラーパネラーだった小芝風花がそれぞれパネラーとして出演（小芝は2020年10月のみ）した。
2024年10月7日から不定期特番として、上記特番の改題・リニューアル版に当たる『その道のプロが選ぶ本当のNo.1プロフェッショナルランキング』を生放送（2025年4月21日放送の第5回は事前収録）。本番組・上記特番で司会の坂上が2024年10月放送回は“ご意見番”、2025年2月10日放送回は“支配人”、2月20日以降の放送回は“チェアマン”としてそれぞれ出演。

## 出演

### MC
- 坂上忍
- 森泉 - 第2回から

### 進行
- 伊東楓（当時TBSアナウンサー）

### レギュラーパネラー
- 北村晴男 - 特番時代は1番ゲストとして出演。
- 吉村崇（平成ノブシコブシ）- 特番時代に1度出演。レギュラー版第2回よりレギュラー出演。
- 黒沢かずこ（森三中）- レギュラー版第4回は不在。

### 準レギュラーパネラー
- 堀田茜
- ヨンア - 堀田不在時に出演することが多いが、堀田と共演している回もある。
- 小芝風花

## 放送リスト

### 特番時代
| 回 | 放送日                     | 放送時間       | 1番ゲスト                                                                                   | パネラー                                 | 備考                           |
| -- | -------------------------- | -------------- | ------------------------------------------------------------------------------------------- | ---------------------------------------- | ------------------------------ |
| 1  | 2017年 04月12日 （水曜日） | 23:56 - 翌0:55 | 新子景視、北村晴男、中野信子、宮嶋茂樹                                                      | アンミカ、黒沢かずこ、東尾理子、吉村崇   |                                |
| 2  | 05月22日 （月曜日）        | 20:57 - 22:54  | 新子景視、北村晴男、中野信子、宮嶋茂樹（スタジオ）、芦田愛菜、梅沢富美男、葉加瀬太郎（VTR） | 中井美穂、高橋茂雄、黒沢かずこ、堀田茜   | この回からゴールデン枠で放送。 |
| 3  | 10月18日 （水曜日）        | 20:00 - 21:57  | 北村晴男、齋藤孝、宮嶋茂樹、森田正光（スタジオ）、ビートたけし、安藤忠雄（VTR）             | キムラ緑子、黒沢かずこ、土田晃之、堀田茜 | 水トク!枠で放送。              |
| 4  | 11月22日 （水曜日）        | 20:00 - 21:57  | 上原淳、北村晴男、宮嶋茂樹（スタジオ）、三浦雄一郎、瀬戸内寂聴、磯田道史、葉加瀬太郎（VTR） | 伊集院光、キムラ緑子、黒沢かずこ、堀田茜 | 水トク!枠で放送。              |
| 5  | 2018年 05月09日 （水曜日） | 21:00 - 23:07  | 香川照之、北村晴男、齋藤孝、宮嶋茂樹                                                        | 中井美穂、高橋茂雄、黒沢かずこ、堀田茜   |                                |

### レギュラー放送時代
| 回 | 放送日          | 1番ゲスト | パネラー                                                               | 備考                                                       |
| --- | --------------- | --- | ---------------------------------------------------------------------- | ---------------------------------------------------------- |
| 1 | 2018年 10月15日 | 吉田羊（スタジオ）、明石家さんま、鈴木亮平（VTR）                                                                     | 北村晴男、黒沢かずこ、ビビる大木、堀田茜                               | 2時間SP （21:50 - 23:57、10分繰り上げ・1時間拡大）         |
| 2 | 10月22日        | 古舘伊知郎、Mr.マリック（スタジオ）、宮嶋茂樹（VTR）                                                                  | 北村晴男、黒沢かずこ、吉村崇、堀田茜                                   | 2時間SP （21:00 - 23:07、1時間前拡大）                     |
| 3 | 10月29日        | 草刈民代（スタジオ）、渡辺直美、清塚信也、吉田類（VTR）                                                               | 北村晴男、黒沢かずこ、吉村崇、ヨンア                                   |                                                            |
| （11月5日は『世界超絶映像ハンター』〈21:00 - 23:07〉のため休止）                                                          |                 | |                                                                        |                                                            |
| 4 | 11月12日        | 石原良純（スタジオ）                                                                                                  | 岡田結実、北村晴男、近藤春菜、吉村崇                                   |                                                            |
| 5 | 11月19日        | 八嶋智人（スタジオ）、武井壮（VTR）                                                                                   | 黒沢かずこ、宮嶋茂樹、吉村崇、ヨンア                                   |                                                            |
| 6 | 11月26日        | 久本雅美（スタジオ）                                                                                                  | 北村晴男、黒沢かずこ、土田晃之、堀田茜、吉村崇                         | 2時間SP （21:00 - 23:07、1時間前拡大）                     |
| 7 | 12月03日        | 梅沢富美男、久本雅美（スタジオ）、さかなクン（VTR）                                                                   | 北村晴男、黒沢かずこ、土田晃之、堀田茜、吉村崇、リサ・ステッグマイヤー |                                                            |
| （12月10日 - 2019年1月14日は年末年始編成のため休止）                                                                      |                 | |                                                                        |                                                            |
| 8 | 2019年 01月21日 | 小泉孝太郎（スタジオ）、デヴィ夫人（VTR）                                                                             | 北村晴男、黒沢かずこ、吉村崇、リサ・ステッグマイヤー                   |                                                            |
| 9 | 01月28日        | 香川照之、高橋克実（スタジオ）、武井壮（VTR）                                                                         | 北村晴男、黒沢かずこ、吉村崇、小芝風花                                 |                                                            |
| 10 | 02月04日        | 清塚信也 | 北村晴男、黒沢かずこ、吉村崇、小芝風花、ヨンア                         |                                                            |
| （2月11日は『歌のゴールデンヒット-昭和・平成の歴代歌姫ベスト100-』〈19:00 - 23:07〉のため休止）                           |                 | |                                                                        |                                                            |
| 11 | 02月18日        | 賀来千香子（スタジオ）、石原良純（VTR）                                                                               | 北村晴男、黒沢かずこ、吉村崇、堀田茜、ヨンア                           |                                                            |
| 12 | 02月25日        | 森昌子、中村七之助（スタジオ）、中野信子、武豊、白石康次郎（VTR）                                                     | 北村晴男、黒沢かずこ、吉村崇、堀田茜                                   |                                                            |
| 13 | 03月04日        | 石原良純、川田裕美（スタジオ）                                                                                        | 北村晴男、黒沢かずこ、吉村崇、ヨンア                                   |                                                            |
| 14 | 03月11日        | 中村七之助、川田裕美、コロッケ、中野信子（スタジオ）、吉田類（VTR）                                                   | 北村晴男、黒沢かずこ、吉村崇、堀田茜、ヨンア                           |                                                            |
| 15 | 03月18日        | 長嶋一茂、カンニング竹山（スタジオ）、松井秀喜（VTR）                                                                 | 北村晴男、黒沢かずこ、吉村崇、小芝風花、ヨンア                         |                                                            |
| （3月25日と4月1日は期首特番のため休止）                                                                                   |                 | |                                                                        |                                                            |
| 16 | 04月08日        | 山下智久 | 北村晴男、黒沢かずこ、吉村崇、堀田茜、小芝風花                         |                                                            |
| 17 | 04月15日        | 菜々緒、デヴィ・スカルノ                                                                                              | 北村晴男、黒沢かずこ、吉村崇、堀田茜                                   |                                                            |
| 18 | 04月22日        | 村上佳菜子、Mr.マリック、長嶋一茂（スタジオ）、米倉涼子、葉加瀬太郎、IKKO（VTR）                                      | 北村晴男、黒沢かずこ、吉村崇、ヨンア、かまいたち                       | 2時間SP （21:00 - 23:07、1時間前拡大） この回まで23:07終了 |
| 19 | 04月29日        | （なし） | 北村晴男、黒沢かずこ、吉村崇                                           | この回より22:57終了                                        |
| 20 | 05月06日        | 西山茉希（スタジオ）、小林潔（VTR 元麻薬取締官）                                                                      | 北村晴男、黒沢かずこ、吉村崇、小芝風花                                 |                                                            |
| （5月13日は『マサカの映像グランプリ』（21:00 - 22:57）のため休止）                                                        |                 | |                                                                        |                                                            |
| 21 | 05月20日        | SP 消えたマレーシア航空370便の謎！隠蔽された真実とは！ 小倉優子（スタジオ）、杉江弘（VTR 航空評論家、元日本航空機長） | 北村晴男、黒沢かずこ、吉村崇、堀田茜                                   | 2時間SP （21:00 - 22:57、1時間前拡大）                     |
| （5月27日は『あなたが聴きたい歌の4時間スペシャル』（19:00 - 22:57）のため休止）                                           |                 | |                                                                        |                                                            |
| （6月3日は『マサカの映像グランプリ』（21:00 - 22:57）のため休止）                                                         |                 | |                                                                        |                                                            |
| 22 | 06月10日        | 浅田美代子 | 北村晴男、黒沢かずこ、吉村崇、滝沢カレン、堀田茜                       |                                                            |
| （6月17日は『ナイナイのお見合い大作戦!自衛隊の花嫁3時間SP』（20:00 - 22:57）のため休止）                                  |                 | |                                                                        |                                                            |
| 23 | 06月24日        | 藤田ニコル（スタジオ）、東山紀之、武井壮（VTR）                                                                       | 北村晴男、黒沢かずこ、滝沢カレン、堀田茜、吉村崇                       |                                                            |
| （7月1日は『関口宏の東京フレンドパーク2019』（20:00 - 22:57）のため休止）                                                 |                 | |                                                                        |                                                            |
| （7月8日は『メイドインジャパン!2時間スペシャル』（21:00 - 22:57）のため休止）                                             |                 | |                                                                        |                                                            |
| 24 | 07月15日        | 長嶋一茂（スタジオ）、千原せいじ（VTR）                                                                               | IKKO、北村晴男、黒沢かずこ、吉村崇、ヨンア                             |                                                            |
| 25 | 07月22日        | 鈴木紗理奈 | 北村晴男、黒沢かずこ、吉村崇、ヨンア                                   |                                                            |
| 26 | 07月29日        | IKKO、鈴木紗理奈（スタジオ）、落合陽一（VTR）                                                                         | 北村晴男、黒沢かずこ、吉村崇、ヨンア                                   |                                                            |
| （8月5日は『メイドインジャパン! 2時間スペシャル』（21:00 - 22:57）のため休止）                                            |                 | |                                                                        |                                                            |
| （8月12日は『メイドインジャパン! 4時間スペシャル』（19:00 - 22:57）のため休止）                                           |                 | |                                                                        |                                                            |
| 27 | 08月19日        | 中野信子、濱田龍臣、川田裕美                                                                                          | 北村晴男、吉村崇、山崎静代、岡田結実                                   |                                                            |
| 28 | 08月26日        | 芦田愛菜、鈴木紗理奈                                                                                                  | 北村晴男、黒沢かずこ、吉村崇、堀田茜、ヨンア                           |                                                            |
| 29 | 09月02日        | 見てきた航空機事故４千件！１番の男が語る最も怖い航空機事故 神田松之丞、アレックス・ビストラム（VTR）                  | 北村晴男、黒沢かずこ、吉村崇、堀田茜                                   |                                                            |
| 30 | 09月09日        | 鈴木紗理奈 | 北村晴男、黒沢かずこ、吉村崇、堀田茜                                   |                                                            |
| （9月16日、9月23日は期末特番のため休止）                                                                                  |                 | |                                                                        |                                                            |
| （9月30日は『世界陸上ドーハ』（22:00 - 翌5:25）のため休止）                                                               |                 | |                                                                        |                                                            |
| （10月7日は『歌のゴールデンヒット-昭和・平成・令和の歴代歌王ベスト100-』（19:00 - 22:57）のため休止）                     |                 | |                                                                        |                                                            |
| （10月14日は『メイドインジャパン! 4時間スペシャル』（19:00 - 22:57）のため休止）                                          |                 | |                                                                        |                                                            |
| 31 | 10月21日        | 久本雅美、高橋みなみ、新川優愛（スタジオ） 堺正章（VTR）                                                              | 北村晴男、黒沢かずこ、吉村崇、堀田茜                                   | 2時間SP （21:00 - 22:57、1時間前拡大）                     |
| 32 | 10月28日        | 出川哲朗、松下由樹、松本穂香                                                                                          | 北村晴男、黒沢かずこ、吉村崇、ヨンア、堀田茜                           |                                                            |
| （11月4日は『メイドインジャパン! 2時間スペシャル』（21:00 - 22:57）のため休止）                                           |                 | |                                                                        |                                                            |
| 33 | 11月11日        | 中村アン（スタジオ） 廣瀬俊朗（VTR）                                                                                  | 北村晴男、黒沢かずこ、吉村崇、ヨンア                                   |                                                            |
| （11月18日は『アイ・アム・冒険少年☆無人島から脱出☆ラグビーW戦士参戦！横浜流星と真剣勝負SP』（20:57 - 22:57）のため休止）  |                 | |                                                                        |                                                            |
| 34 | 11月25日        | 夏菜、宮澤エマ | 北村晴男、黒沢かずこ、吉村崇、ヨンア                                   |                                                            |
| 35 | 12月02日        | 出川哲朗、北村匠海、芳根京子                                                                                          | 北村晴男、黒沢かずこ、吉村崇、ヨンア、堀田茜                           |                                                            |
| （12月9日は『日本を変えた!あの重大事件の新事実～衝撃事件の現場に知られざるヒーローがいた～』（20:00 - 22:57）のため休止） |                 | |                                                                        |                                                            |
| 36 | 12月16日        | 出川哲朗、長谷川京子、中丸雄一、北村匠海、芳根京子                                                                    | 北村晴男、黒沢かずこ、吉村崇、ヨンア、堀田茜                           | 2時間SP （21:00 - 22:57）                                  |
| （12月23日 - 2020年1月13日は年末年始編成のため休止）                                                                      |                 | |                                                                        |                                                            |
| 37 | 2020年 01月20日 | 鈴木紗理奈、朝日奈央（スタジオ） 隈研吾（VTR）                                                                        | 北村晴男、黒沢かずこ、吉村崇、小芝風花                                 |                                                            |
| 38 | 01月27日        | 長谷川京子、鈴木紗理奈、朝日奈央                                                                                      | 北村晴男、黒沢かずこ、吉村崇、ヨンア、小芝風花                         |                                                            |
| 39 | 02月03日        | 新井恵理那（スタジオ） 藤本敏史、りんごちゃん（VTR）                                                                  | 北村晴男、黒沢かずこ、吉村崇、ヨンア                                   |                                                            |
| （2月10日は『歌のゴールデンヒット -100万枚以上売れた曲全部聴かせますSP-』（19:00 - 22:57）のため休止）                    |                 | |                                                                        |                                                            |
| 40 | 02月17日        | 久本雅美、鈴木紗理奈、村上佳菜子、朝日奈央（スタジオ） IKKO（VTR）                                                    | 北村晴男、黒沢かずこ、吉村崇、ヨンア                                   |                                                            |
| 41 | 02月24日        | 千葉雄大、ギャル曽根、朝日奈央（スタジオ） デヴィ夫人（VTR）                                                          | 北村晴男、黒沢かずこ、吉村崇、堀田茜                                   |                                                            |
| 42 | 03月2日         | 千秋、朝日奈央 | 北村晴男、黒沢かずこ、吉村崇、堀田茜                                   |                                                            |
| 43 | 03月9日         | 須賀健太、鈴木紗理奈                                                                                                  | 北村晴男、黒沢かずこ、吉村崇、堀田茜                                   | 最終回                                                     |

## 本当のとこ教えてランキング
この番組開始前は、「1番だけが知っている」で、「プロの声楽家が選ぶ本当に歌がうまいJ-POP歌手ベスト10」（2019年12月2日）、「プロの声楽家が選ぶ本当に歌がうまい女性アイドル歌手ベスト20」（2020年3月2日）と2回放送された。
- 第1弾「プロの声楽家が選ぶ本当に歌がうまい女性歌手ベスト30」 2020年10月4日 21:00 - 22:48
- 第2弾「プロの声楽家が選ぶ本当に歌がうまい現役男女歌手ベスト50」 2021年4月4日 21:00 - 22:48

- 司会：坂上忍
- アシスタント
  - 良原安美（TBSアナウンサー、第1弾）
  - 宇賀神メグ（TBSアナウンサー、第2弾）

- 出演者
- 第1弾
  - 朝日奈央
  - 小芝風花
  - ヒロミ
  - 吉村崇（平成ノブシコブシ
  - 島津亜矢（ゲスト歌手）
- 第2弾
  - 朝日奈央
  - 吉岡里帆
  - 伊集院光
  - 吉村崇（平成ノブシコブシ）
  - 島津亜矢（ゲスト歌手）

## その道のプロが選ぶ本当のNo.1プロフェッショナルランキング
上記の『本当のとこ教えてランキング』の改題・リニューアル版に当たる内容。第4回までは生放送されていたが、第5回は事前収録での放送となった。
- 第1回「芸能界で最も凄いダンサーランキング」 2024年10月7日 21:00 - 22:57
- 第2回「KING OF DANCE」 2025年2月10日 21:00 - 22:57
- 第3回「本当に歌のうまい歌手ランキング」 2025年2月20日 20:00 - 22:57
- 第4回「KING OF 町中華」 2025年3月3日 21:00 - 22:00
- 第5回「KING OF IDOL & プロ御用達ランキング」 2025年4月21日 19:00 - 20:55

### 出演者
- ご意見番(第1回) → 支配人(第2回) → チェアマン(第3回〜)[7]：坂上忍
- プレゼンター：中島健人（第5回は不在）
- 進行
  - 小沢光葵（TBSアナウンサー、第2回）
  - 古田敬郷（TBSアナウンサー、第3回）

パネラー・ゲスト
- 第1回
  - アンミカ
  - 渋谷凪咲
  - チョコレートプラネット（長田庄平・松尾駿）
- 第2回
  - アンミカ
  - チョコレートプラネット（長田庄平・松尾駿）
  - 松田里奈（櫻坂46）
- 第3回
  - ハライチ（岩井勇気・澤部佑）
  - 藤本美貴
  - 池田美優
  - 歌唱ゲスト
    - マリアセレン、清水美依紗、島津亜矢
- 第4回
  - アンミカ
  - ハライチ（岩井勇気・澤部佑）
  - 審査員ゲスト
    - 大宮勝雄、長野博（20th Century）、鯰江真仁
- 第5回
  - 小泉遥香（超ときめき♡宣伝部）
  - 後藤真希
  - ハライチ（岩井勇気・澤部佑）
  - 藤本美貴

## スタッフ

### レギュラー版
- 総合演出：竹永典弘
- ナレーター：大江戸よし々、平野義和
- 構成：都築浩、飯塚大悟、ビル坂恵/髙倉俊祐、羽柴拓、矢野了平
- リサーチ：喜多あおい、トロリー/志田顕悟
- CG：イアリンジャパン
- ヘアメイク：北山久美子
- 技術協力：東通、TBSテックス、オムニバスジャパン、エスユー（毎週）、スウィッシュ・ジャパン、バンエイト、ティ・ピー・ブレーン（週替り）
- 制作協力：TBS SPARKLE（旧TBS VISION）[8]、エクセリング、THE WORKS、D:COMPLEX、オクタゴン、Sankou-Sha（株式会社山口社）、テレバイダー、えむき
- 編成：青木伸介
- 宣伝：落合真実
- MP：吉橋隆雄
- AD：小川夏美、佐藤優妃、清水なつみ、吉澤豪起、中山拓也、岸本泰、冨田祐子、荻原卓也、海老耀、姜佳文、野中聡介、佐藤成治、大倉康平、手塚紗央里、小出澤雄太（週替り）
- AP：上田彩、金子美樹、大曲夏奈子、反り目尚美、加藤和恵、風見裕子、杉本莉奈、好田康智、川本佳乃、松本純子、吉澤豪起、垣内ちひろ、仙田麻子、田澤春菜、大澤ひとみ、鹿渡弘之、武田大和（週替り）
- 制作進行：山口雄太
- ディレクター：大城慶太、吉池(地)淳悟（毎週）、高(髙)野勝矢、一場孝夫、小高望、及能貴之、津宏典、赤堀哲也、亀崎裕介、伊豫直哉、茂垣孝宏、丹川祥一、佐々木俊、神野基彦、武石一也、中井康二、山浦太郎、川崎敬、鈴木真仁、武本修、岩田良、東海林明、岡部永寛、佐藤優妃、田中雄大、小高望、飛田一充、嘉納一貴、篠原輝成、奈良部隆久、佐々木泰知、本田啓次、阿部秀紀、井上光紀、西山英雄、廣田彰大、東竜也、下村健郎、冨居亮平、近藤創、浜田吉織（週替り）
- 演出：吉田雅司、亀山剛志、野田裕司、石野将、大喜多高志、田辺裕之、守屋茂員、日下真行、小山貴広（亀山・小山→共に以前はディレクター、野田・石野→共にディレクター回あり）（週替り）
- 担当プロデューサー：樋江井彰敏/鴨下潔、浅野容子、山口敦司、古賀太隆、千田幸博、木谷真規、堀だいすけ、梶山智未（梶山→以前はAP）、内山大輔、櫻井亮、森嶋正也、松原裕、福田直幸、井上裕次、中村和宏、出合信之、島田勇夫
- プロデューサー：谷澤(沢)美和、井上整、高宮望
- 制作：TBSテレビ制作局制作1部
- 製作著作：TBS

#### 過去のスタッフ
- TM：森哲郎
- 美術プロデューサー：山口智広
- 美術制作：小栗綾介
- ヘアメイク：伊駒舞
- 編成：高橋正尚、上田淳也
- 宣伝：清水由花
- チーフディレクター：平野亮一

### パイロット版
- 総合演出（第2回-）：竹永典弘（第2回-）
- 語り（第2回-）：高畑淳子（第2,4,5回）
- ナレーター：大江戸よし々、平野義和（平野→第5回）
- 構成：都築浩（第1,3回-）、尾首大樹（第5回）
- リサーチ：喜多あおい、トロリー（トロリー→第2回-）
- CG：イアリンジャパン
- TM：山下直（第3回-）
- TD：中野啓（第1,3,5回）
- VE：姫野雅美（第5回、第1回はVTR）
- カメラ（第2回-）：中村年正（第2,5回）
- 音声（第2回-）：池田千廣（第2回-）
- 照明：鹿島雄司
- 音響効果：太田光則、赤津裕明
- 編集：宮原明男（第3,5回）
- MA：的池将
- TK：長谷川道子
- 美術プロデューサー：山口智広
- 美術デザイナー：金子靖明
- 美術制作：齋藤幸雄（第5回）
- 装置：坂本進
- 操作：権田博之
- 装飾：田村健治
- 電飾：森田光俊、土肥翔太
- アクリル装飾：渡邊卓也
- 特殊装置：高橋出
- 植木装飾：猿山利昭
- 衣装：渥美智恵（第3回-）
- 持道具：中村理子（第5回）
- ヘアメイク：坂間亜由美（第4回-）
- 技術協力：東通、TBSテックス、オムニバスジャパン、エスユー、エスパシオ（TBSテ→第4回-、エスパ→第5回）
- 制作協力：ファルコン、TBSビジョン（TBSビ→第2回-）、エクセリング（第3回-）、山口社（第5回）、ボトム（第1,2,5回）
- 撮影協力（第2回-）：株式会社小林實林堂、文教堂書店、法科学鑑定研究所（第5回）
- 写真提供：Crag The Celebagrapher Benet、CarosBraze Championship Photograpty（第5回）
- 映像提供：Fotageproviceboutesy of HBOSPORTS、HBC 北海道放送、WORLD BOXING COUNEL 、RCC、Boxing Writers AssoCiation America（第5回）
- 編成：高橋正尚
- 宣伝：清水由花
- MP：吉橋隆雄
- AP：上田彩
- AD：清水なつみ、黒田賢史、守屋琴音、立山翔子、松末純奈、佐藤優妃、仙洞田はるか、高橋沙代、河合遊馬（全員→第5回）
- ディレクター：佐々木俊、千田幸博、石野将、小高望（石野→第1回-、千田→第2,4,5回、小高→第2回-、佐々木→第5回）
- 担当プロデューサー：壁谷政彦、西沢雅文・鴨下潔（鴨下→第2回-）、山口雄太（第5回）
- プロデューサー：谷澤美和、髙宮望
- 制作：TBSテレビ制作局制作1部
- 製作著作：TBS

#### 過去のスタッフ
- 語り（第2回-）：吉田羊（第3回）
- ナレーター：橋詰知久（第4回）
- 構成：水野守啓（第1,2回）、佐藤雄介（第3,4回）
- CG：佐々木俊（第2,3回）
- TM：長谷川晃司（第1,2回）
- TD：依田純（第2回）、山根卓也（第4回）
- VE：粂川高広（第1,2回）、鈴木昭平（第3回）、宮本民雄（第4回）
- カメラ（第2回-）：小笠原朋樹（第3,4回、第1回はCC）
- MIX：宇野仁美（第1回）
- 編集：大橋一明（第1,2回）、伴圭史（第2回）、田口正樹（第4回）
- 美術制作：与田滋（第1-4回）
- 操作：山本晃靖（第1,2回）
- 衣装：原口恵里（第1,2回）、志賀美千代（第4回）
- 持道具：宮崎里絵（第1回）、佐藤秀治（第2回）、畠山浩義（第3,4回）
- ヘアメイク：麗直美（第1,2,4回）、伊駒舞、久野由喜（共に第3回）
- 技術協力：イメージランド（第4回）
- 制作協力：クラリシオン（第1,2回）、ジッピー（第3,4回）
- 映像提供：Rumble Viral（第1回）、ロイター/アフロ（第2回）、Weather Group Television,LLC（第4回）
- 写真協力→提供：AP/アフロ（第1回）、ゲッティ、ピクスタ、早稲田アカデミー、アマナ（以上第2回）、PIXTA、国立国会図書館、Anne Parmenter（以上第4回）
- 楽器提供（第2回）：クロサワバイオリン（第2回）
- 資料提供（第2回）：The New York Times、鉄人社「美談の男」、朝日新聞出版「袴田事件を裁いた男」（第2回）
- 撮影協力（第2回-）：尚美学園大学（第2,4回）、大宮ユースシンフォニーオーケストラ、洗足学園音楽大学、㈱ヤマイチ味噌、東京ヴァンテアングループ、株式会社ジール（以上第2回）、吉澤豪起、八木順一朗・立川市商工会議所、武蔵野美術大学、丹下都市建築設計、清水建設、山梨知彦（以上第3回）、横浜国立大学、読売理工医療福祉専門学校、甘酒茶屋、衆議院憲政記念館、齋藤隆夫顕彰会、学士会館、藤田哲也博士記念会、東京航空地方気象台、SKYART JAPAN（以上第4回）
- 協力（第2,4回）：澤和樹（第2回）、㈱ヴェローザ・ジャパン（第4回）
- AP：山口未歩（第1,2回）、深澤めぐみ（第3,4回）
- AD：島田ひかる、武田梓（共に第1回）、岡安清志、杉山将吾（共に第1,2回）、松嶋健一、市川輝、山木ちひろ（共に第2回）、前田沙織（第2,3回）、坂田健、石井翔太（共に第3回）、小泉開渡、佐藤美由香、明石和人（共に第3,4回）、佐藤陽、石田愛莉（共に第4回）
- ディレクター：日向良夫（第1回）、深瀬知里（第2回）、西村勇哉（第2-4回）、大矢慎吾（第3回）、松本哲也、田島与真（共に第3,4回）、尾川徹、高橋幸子、桑原慶介（共に第4回）
- 担当プロデューサー：渡邊宏（第3,4回）

## 関連番組
- さんまの東大方程式（フジテレビ、2019年10月19日） - 「藝大・音楽学部が選ぶ本当に歌が上手い歌手ランキング」
- 関ジャム完全燃SHOW（テレビ朝日、2020年11月1日） - 「プロ目線で選ぶ令和のアイドル界 スゴいボーカリスト10人」
- 林修のニッポンドリル（フジテレビ、2020年12月16日） - 「ボイストレーナーが選ぶ歌がうまい国宝級歌姫ランキング」